# Roverchiara
Roverchiara (velenceiül Roverciara) település Olaszországban, Veneto régióban, Verona megyében. Lakosainak száma 2558 fő (2023. január 1.). Roverchiara Angiari, Bonavigo, Ronco all'Adige, San Pietro di Morubio, Albaredo d'Adige és Isola Rizza községekkel határos.

## Népesség
A település népességének változása:
| Lakosok száma | 2750 | 2695 | 2558 |
|               | 2017 | 2018 | 2023 |